# ليزلي جيمس ريغلي
ليزلي جيمس ريغلي (بالإنجليزية: Leslie James Wrigley)‏ هو أكاديمي أسترالي، ولد في 22 يوليو 1875، وتوفي في 12 يوليو 1933.